# Ladislav Kovács
Ladislav Kovács, ps. „GuardiaN” (ur. 9 lipca 1991 w Komárnie) – słowacki profesjonalny gracz e-sportowy w serii gier Counter-Strike, aktualnie będący nieaktywnym graczem organizacji Natus Vincere. Były reprezentant takich formacji jak 3DMAX, TCM Gaming, Virtus.pro czy FaZe Clan. 2 najlepszy gracz CS:GO 2015 roku według rankingu HLTV oraz najlepszy słowacki gracz w historii Counter-Strike. Dotychczas w swojej karierze zarobił ok. 805 tysięcy dolarów.

## Życiorys
Przed wydaniem Counter-Strike: Global Offensive w 2012, Słowak grał profesjonalnie zarówno w Counter-Strike 1.6, jak i Counter-Strike: Source. Grę pokazał mu jego brat, który kupił płytę CD z nieznaną wówczas grą FPS. Ladislav Kovács tak polubił produkcję, że grał w nią codziennie. Niedługo później znalazł drużynę i wziął udział w swoich pierwszych turniejach LAN. Ze względu na małą liczbę turniejów rozgrywanych w Counter-Strike 1.6, postanowił przejść na Counter-Strike: Source. Ladislav przeniósł się na CS:GO w połowie 2012 roku. 2 czerwca 2013 roku dołączył do Virtus.pro, która to drużyna była pierwszą profesjonalną organizacją Słowaka w CS:GO. 9 grudnia 2013 roku GuardiaN dołączył do organizacji Natus Vincere. To właśnie z tą organizacją, Ladislav zaczął osiągać największe sukcesy. W kwietniu 2016 roku, GuardiaN wraz z kolegami z Natus Vincere uplasował się na 1 miejscu w rankingu najlepszych drużyn CS:GO, tworzonych przez serwis HLTV. 3 sierpnia 2017 Ladislav opuścił Natus Vincere i dołączył do FaZe Clan. W tej organizacji wygrał m.in. ELEAGUE CS:GO Premier 2017, ESL One: New York 2017 czy EPICENTER 2018. 20 września 2019 GuardiaN opuścił FaZe Clan i powrócił do Natus Vincere, gdzie obecnie został przeniesiony na ławkę rezerwowych.

## Wyróżnienia indywidualne
- Został uznany najlepszym graczem turnieju Game Show League Season 1.
- Został uznany najlepszym graczem turnieju ESL Pro League I.
- Został uznany najlepszym graczem turnieju StarLadder StarSeries XIII.
- Został uznany najlepszym graczem turnieju Electronic Sports World Cup 2015.
- Został uznany najlepszym graczem turnieju Intel Extreme Masters X San Jose.
- Został uznany najlepszym graczem turnieju GAMEKIT Counter Pit League Season 2
- Został uznany najlepszym graczem turnieju Intel Extreme Masters XIII Sydney[9].
- Został uznany najlepszym graczem turnieju ELEAGUE CS:GO Invitational 2019[10].
- Został wybrany 10 najlepszym graczem 2013 roku według serwisu HLTV[11].
- Został wybrany 11 najlepszym graczem 2014 roku według serwisu HLTV[12].
- Został wybrany 2 najlepszym graczem 2015 roku według serwisu HLTV[13].
- Został wybrany 17 najlepszym graczem 2016 roku według serwisu HLTV[14].
- Został wybrany 9 najlepszym graczem 2017 roku według serwisu HLTV[15].
- Został wybrany 11 najlepszym graczem 2018 roku według serwisu HLTV[16].
- Został wybrany 10 najlepszym graczem 2018 roku według serwisu Thorin’s Top[17].

## Osiągnięcia[18][19]
- 2. miejsce – Intel Extreme Masters VII – Katowice
- 3. miejsce – StarLadder StarSeries VI
- 3/4. miejsce – DreamHack Summer 2013
- 2. miejsce – ESL Major Series One – Summer 2013
- 2. miejsce – StarLadder StarSeries VIII
- 1. miejsce – StarLadder StarSeries IX
- 2. miejsce – DreamHack Summer 2014
- 2. miejsce – StarLadder StarSeries X
- 1. miejsce – Game Show League Season 1
- 2. miejsce – StarLadder StarSeries XI
- 4. miejsce – ESWC 2014
- 3/4. miejsce – DreamHack Winter 2014
- 1. miejsce – ESL Pro League I
- 2. miejsce – StarLadder StarSeries XIII
- 1. miejsce – Electronic Sports World Cup 2015
- 2. miejsce – CEVO Season 7 Professional
- 1. miejsce – CS:GO Champions League Season 1
- 2. miejsce – Gaming Paradise 2015
- 2. miejsce – DreamHack Open Cluj-Napoca 2015
- 1. miejsce – Intel Extreme Masters X – San Jose
- 2. miejsce – ESL ESEA Pro League Season 2 – Finals
- 2. miejsce – StarLadder i-League StarSeries XIV
- 1. miejsce – DreamHack Open Leipzig 2016
- 1. miejsce – Counter Pit League Season 2 – Finals
- 2. miejsce – MLG Major Championship: Columbus 2016
- 2. miejsce – DreamHack Masters Malmo 2016
- 3/4. miejsce – ELEAGUE Season 1
- 1. miejsce – ESL One: New York 2016
- 3/4. miejsce – EPICENTER 2016
- 2. miejsce – Adrenaline Cyber League 2017
- 1. miejsce – ESL One: New York 2017
- 1. miejsce – ELEAGUE CS:GO Premier 2017
- 2. miejsce – Intel Extreme Masters XII – Oakland
- 2. miejsce – ESL Pro League Season 6 – Finals
- 1. miejsce – Esports Championship Series Season 4 – Finals
- 2. miejsce – ELEAGUE Major: Boston 2018
- 2. miejsce – Intel Extreme Masters XII – World Championship
- 3/4. miejsce – V4 Future Sports Festival Budapeszt 2018
- 1. miejsce – Intel Extreme Masters XIII – Sydney
- 3/4. miejsce – ESL Pro League Season 7 – Finals
- 3/4. miejsce – Esports Championship Series Season 5 – Finals
- 1. miejsce – ESL One: Belo Horizonte 2018
- 3/4. miejsce – ESL One: Cologne 2018
- 1. miejsce – EPICENTER 2018
- 1. miejsce – ELEAGUE CS:GO Invitational 2019
- 1. miejsce – BLAST Pro Series: Miami 2019
- 2. miejsce – BLAST Pro Series: Los Angeles 2019
- 3/4. miejsce – ESL Pro League Season 10 – Finals